# تونيتار
تونيتار (بالإنجليزية: Tuonetar)‏ ابنة توني (إله لموت) في الأساطير الفنلندية.

## الأسطورة
ذات يوم بنى البطل القومي «فاینامونيون» قاربًا سحريًا، لكنه اكتشف أنه لا يستطيع أن يكمل العمل بدون الكلمات السحرية المناسبة. فذهب بحثا عن هذه الكلمات في «تونيلا» أي أرض الموتی. وعندما وصل إلى نهر الموت رأي ابنة الموت تونيتار تغسل ملابسها. فسألت في دهشة: كيف استطعتَ أن تعبرَ النهرَ دون أن تموتَ؟ فأجابها بمجموعة من الأكاذيب اكتشفتها في الحال، فعاود وأخبرها بالحقيقة فساعدته في عبور نهر الموت، لكنه عاد دون أن يجد الكلمات السحرية. غير أنها أخبرته أن العملاق الأول «انتينرو» هو الذي يملكها، فراح يبحث عن العملاق حتى حصل في النهاية على الكلمات السحرية.